# À la vie, à l'amour
Pour la chanson de Jakie Quartz, voir À la vie, à l'amour (chanson).
Albums par Serge Lama
En concert Amald'âme
(1970)
Compilations par Serge Lama
Les Ballons rouges (album)
(1969)
À la vie, à l'amour est un album de Serge Lama sorti chez Philips le 1er janvier 1989. Cet album est un recueil remasterisé qui reprend 21 de ses chansons.

## Titres
| No  | Titre                         | Durée      |
| --- | ----------------------------- | ---------- |
| 1.  | Le Temps de la rengaine       | 3 min 01 s |
| 2.  | D'aventures en aventures      | 3 min 30 s |
| 3.  | Superman                      | 2 min 35 s |
| 4.  | Une île                       | 3 min 10 s |
| 5.  | De France                     | 3 min 49 s |
| 6.  | Je suis malade                | 4 min 08 s |
| 7.  | Les P'tites Femmes de Pigalle | 2 min 30 s |
| 8.  | L'Enfant d'un autre           | 2 min 51 s |
| 9.  | Les Glycines                  | 2 min 32 s |
| 10. | L'Esclave                     | 3 min 50 s |
| 11. | Star                          | 3 min 15 s |
| 12. | Chez moi                      | 3 min 45 s |
| 13. | Mon ami, mon maître           | 3 min 04 s |
| 14. | L'Algérie                     | 3 min 53 s |
| 15. | Le 15 juillet à cinq heures   | 3 min 30 s |
| 16. | L'Enfant au piano             | 3 min 20 s |
| 17. | Femme, femme, femme           | 2 min 55 s |
| 18. | Marie la Polonaise            | 3 min 30 s |
| 19. | La chanteuse a vingt ans      | 3 min 22 s |
| 20. | La Vie simple et tranquille   | 3 min 15 s |
| 21. | Souvenirs, attention danger   | 5 min 00 s |

## Classement
| Classement (1989) | Meilleure place |
| ----------------- | --------------- |
| France (SNEP)     |                 |